# Bovet
Bovet  er en 65 hektar stor naturfredning langs bunden af Bovet Bugt på sydkysten af den østlige del af Læsø.  Det er en ca. 2,5 km lang kyststrækning der blev fredet i 1964 og består af en smal strimmel hede og strandeng mellem landevejen og kysten, der er åben og ubebygget, og åbner for en stor panoramaudsigt. Det er netop ønsket om at bevare denne udsigt, der er årsag til fredningen.  De store sten, der ligger spredt i bugten som et minde fra istiden, forstærker stedets karakter. Langt ude mod øst anes Bløden Hale, der skyder sig langt ud i vandet som Læsøs østligste forpost.
Området er en del af Natura 2000-område nr. 9 Strandenge på Læsø og havet syd herfor og danner grænsen for natur- og vildtreservatet Bovet-Knotten, og er både fuglebeskyttelses- og ramsarområde.

## Plantelivet
På de højeste partier nærmest landevejen er der hedevegetation med hedelyng, revling, mosepors og blåtop. Trævæksten er, som overalt på Læsø, meget livskraftig, og der skal jævnligt ryddes for selvsået opvækst af birk og pil, hvis den enestående udsigt ikke skal forsvinde.
Tættere på kysten findes strandoverdrev og strandeng med planter som gul snerre, liden tusindgylden, strandmalurt, strandvejbred, strandtrehage, sandkryb og tætblomstret hindebæger. Den lille sjældne bregne slangetunge kan også findes her. Ind imellem danner tagrør og strandkogleaks rørsump.

## Dyrelivet
Den lavvandede Bovet Bugt er en god fuglelokalitet. Mange vade- og andefugle raster eller yngler i området, der af samme grund er udlagt som vildtreservat af Skov- og Naturstyrelsen.
Rødben, strandskade, klyde, almindelig ryle og lille kobbersneppe er nogle af de vadefugle, der er mulighed for at se. Af andefugle kan nævnes edderfugl, hvinand, pibeand, gravand og mørkbuget knortegås.
Få hundrede meter øst for fredningen ligger Sydhavnen, som er en lille jollehavn. Herfra sejler fritidsfiskere stadig ud i bugten på fiskeri. Det sker gennem en 800 m lang gravet rende.